# Вустингер, Флориан
Флориан Вустингер (нем. Florian Wustinger; род. 21 июля 2003, Вена) — австрийский футболист, полузащитник клуба «Аустрия».

## Клубная карьера
Вустингер — воспитанник клубов «Пфаффштайн» и венской «Аустрии». В 2021 году для получения игровой практики Флориан начал выступать за дублирующий состав последних. 12 февраля 2022 года в матче против «Райндорф Альтах» он дебютировал в австрийской Бундеслиге.

## Международная карьера
В 2022 году Вустингер в составе юношеской сборной Австрии принял участие в юношеском чемпионате Европы в Словакии. На турнире он сыграл в матчах против команд Англии, Израиля, Сербии и Словакии.